# Stern (zandplaat)
Stern of Voolhok is een zandplaat in het waddengebied Voolhok binnen de Bocht van Watum in de Eemsmonding. Het ligt op de grens van de Nederlandse gemeenten Het Hogeland en Eemsdelta, ten noordoosten van het gehucht Nieuwstad. Het is aangewezen als broedvogelgebied voor strandvogels. Het eiland is vanwege haar functie niet toegankelijk voor mensen.

## Ontstaan
De zandplaat werd in 2017 opgespoten met baggerspecie uit de verdiepte vaargeul van de Eemshaven naar de Noordzee, die nodig was om kolenschepen tot 14 meter diepte bij de Eemshaven te kunnen laten aanleggen. Het eiland vormt een natuurcompensatie voor het verdwijnen van broedgelegenheid in de Eemshaven. Daarnaast speelde mee dat de beoogde vogels overlast veroorzaakten in de Eemshaven. De opdrachtgevers waren Rijkswaterstaat en de provincie Groningen. De kosten werden deels gefinancierd door Groningen Seaports en bedrijven uit het Eemsmondgebied.

## Geografie
Het ovale eiland heeft volgens verschillende bronnen een oppervlakte van ongeveer 2 of 3,1 hectare. Het hoogste punt van het eiland ligt op 2,9 meter boven NAP, zodat het normaliter alleen kan overstromen bij stormvloeden en het niet begroeid kan raken, waardoor strandvogels er niet meer zouden willen broeden. Aan zeezijde (noord-, oost- en zuidzijde) is een voorziening tegen zandafslag aangelegd, terwijl de westzijde is versterkt met keileem. Midden op het eiland zijn kleischelpen gestort. Op het eiland bevinden zich twee vogelobservatiehutten.

## Fauna
De beoogde broedvogels zijn onder andere sterns, meeuwen en scholeksters. De eerste metingen in 2019 lieten zien dat het eiland een groot succes was. In 2022 was het de grootste broedplaats van de Waddenzee voor visdieven en noordse sterns. Daarnaast moet het eiland dienst doen als vluchtplek voor vogels bij hoogwater.
In 2023 werden de vogels op het eiland getroffen door een hoogpathogene variant van de vogelgriep, waarbij een slachting onder de vogels werd aangericht. Ruim 3500 vogels kwamen om.

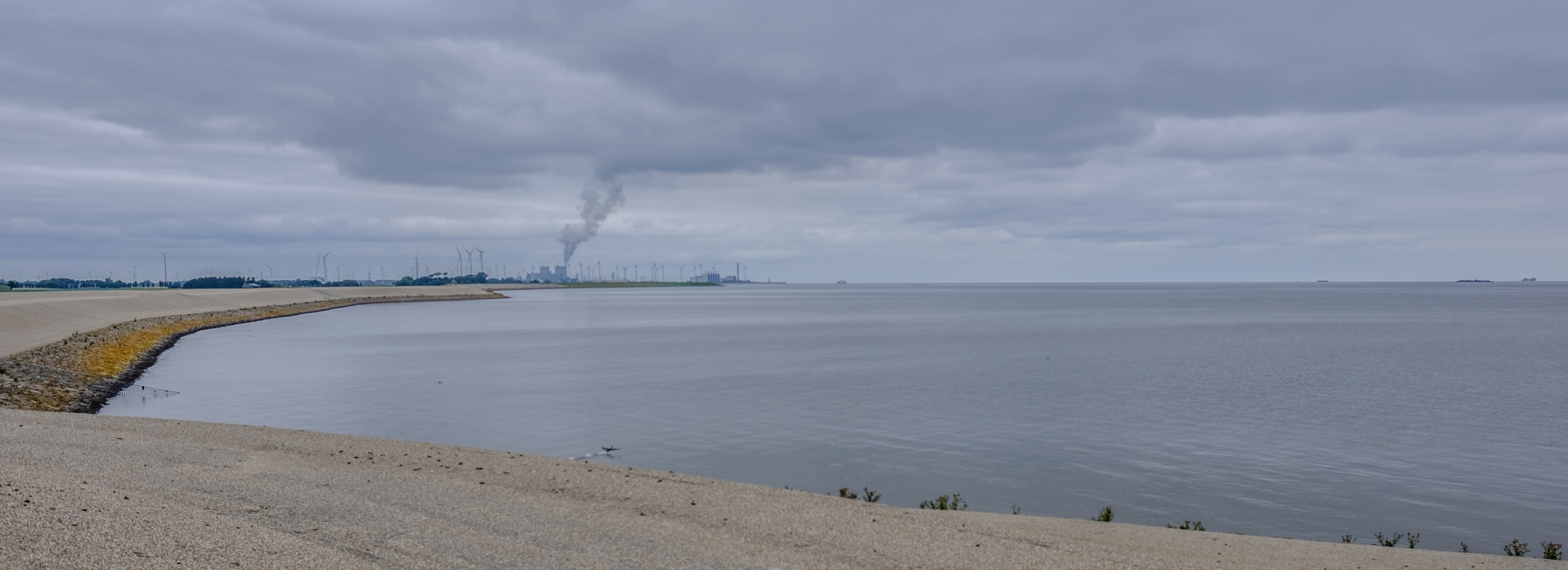
Het Voolhok gezien vanuit het zuidwesten. Op de achtergrond de Eemshaven met uiterst rechts de contouren van Stern